# Pedro Messía de la Cerda
Pour les articles homonymes, voir De la Cerda.
Pedro Messía Corea de la Cerda, second marquis de Vega de Armijo (né le 16 février 1700 à Cordoue (Espagne), mort le 15 avril 1783 à Madrid) est un officier de la marine espagnole et un administrateur colonial. De 1761 à 1773, il est vice-roi de la Nouvelle-Grenade (actuellement la Colombie, le Venezuela, le  Panama et l'Équateur).

## Biographie

### Jeunesse et débuts de carrière
Pedro Messía Corea de la Cerda est un chevalier de l'ordre de Saint-Jean de Jérusalem, gentilhomme de la chambre du roi, et chevalier-commandant de la Clef d'Or. Il entre dans la marine, participant de la conquête de la Sardaigne et de la reconquête de la Sicile. En 1719, il prend part à différentes batailles contre les Anglais (comme celle du Cap Saint-Vincent en 1719).